# Witborstpatrijsduif
De witborstpatrijsduif (Pampusana jobiensis) is een vogel uit de familie van de duiven van het geslacht Pampusana (eerder ook wel: Alopecoenas).

## Verspreiding en leefgebied
Deze soort komt voor in Nieuw-Guinea, de Bismarck-archipel en de Salomonseilanden en telt twee ondersoorten:
- P. j. jobiensis: Nieuw Guinea, de Bismarck-archipel en D'Entrecasteaux-eilanden.
- P. j. chalconota: de Salomonseilanden (Guadalcanal en Vella Lavella)